# Xyrichtys victori
Xyrichtys victori là một loài cá biển thuộc chi Xyrichtys trong họ Cá bàng chài. Loài này được mô tả lần đầu tiên vào năm 1992.

## Từ nguyên
Từ định danh blanchardi được đặt theo tên của Benjamin C. Victor, nhà ngư học kiêm tổng giám đốc điều hành của Ocean Science Foundation, người phát hiện ra loài này cùng với Wellington vào năm 1990.

## Phạm vi phân bố và môi trường sống
X. victori có phạm vi phân bố giới hạn ở Đông Thái Bình Dương. Loài này chỉ được ghi nhận tại quần đảo Galápagos và đảo Cocos. X. victori sống trên nền cát xốp ở độ sâu khoảng từ 5 đến 25 m, nhưng thường được quan sát ở độ sâu hơn 10 m.

## Bị đe dọa
Ở vùng biển nhiệt đới phía đông Thái Bình Dương, tác động của hiện tượng El Niño đã dẫn đến tình trạng nước quá ấm và nghèo dinh dưỡng trong thời gian dài, gây nên sự suy giảm số lượng nghiêm trọng đối với các loài sống ở vùng nước nông, trong đó có cả X. victori. Vì lý do này mà X. victori được xếp vào danh sách Loài sắp nguy cấp.

## Mô tả
Chiều dài cơ thể tối đa được ghi nhận ở X. victori là 15 cm. Trán dốc là đặc điểm của các loài Xyrichtys. Hai hàm đều có răng nanh ở phía trước, riêng hàm dưới không có răng nanh ở phía sau.
Cá con có màu trắng của cát hoặc màu vàng nâu nhạt với sọc đen dọc theo chiiều dài thân trên. Cá cái chủ yếu có màu hồng cam và không có bất kỳ vệt đốm nào. Cá đực màu xanh lục lam sáng với các đốm đen rải rác ở hai bên thân.
Số gai ở vây lưng: 9; Số tia vây ở vây lưng: 12; Số gai ở vây hậu môn: 3; Số tia vây ở vây hậu môn: 12; Số tia vây ở vây ngực: 12.

## Sinh thái và hành vi
Ở Galápagos, cá trưởng thành thường chia sẻ môi trường sống với loài lươn biển Heteroconger klausewitzi.